# Inō Tadataka
Pour les articles homonymes, voir Ino (homonymie).
Inō Tadataka est un nom japonais traditionnel ; le nom de famille (ou le nom d'école), Inō, précède donc le prénom (ou le nom d'artiste).
Inō Tadataka (伊能 忠敬), né le 11 février 1745 et mort le 17 mai 1818, était un géomètre et cartographe japonais qui réalisa la première carte du Japon avec des techniques modernes.

## Enfance
Tadataka est né à Kujūkuri, un village côtier de la province de Kazusa, dans ce qui est maintenant la préfecture de Chiba. Il se marie et est adopté à 17 ans par sa belle-famille, une famille prospère de Sawara (aujourd'hui Katori, préfecture de Chiba), une ville dans la province de Shimōsa. Il dirige l'entreprise familiale, augmente les revenus du brassage de saké et de la vente de riz, jusqu'à ce qu'il se retire à 49 ans. Ainsi, il déménage à Edo et devient l'élève de l'astronome Takahashi Yoshitoki (高橋 至時), qui lui apprend l'astronomie, la géographie, et les mathématiques occidentales.

## Mission
En 1800, après presque cinq ans d'études, le Shogunat a permis à Tadataka de réaliser une carte du pays en utilisant son propre argent, puis avec l'argent du gouvernement central à partir de 1804. Cette tâche, qui a duré les 17 dernières années de sa vie, couvrait l'ensemble du littoral et une partie de l'intérieur de chacune des îles.
Au cours de cette période, Tadataka a passé 3 736 jours à faire des mesures (et a parcouru à pied plus de 34 913 kilomètres), arrêtant régulièrement pour présenter au shogun des cartes reflétant le progrès de son travail. Il a produit un certain nombre de cartes détaillées (certaines à une échelle de 1/36 000, d'autres à 1/216 000) des régions choisies du Japon, la plupart du temps sur Kyūshū et Hokkaidō.
Son opus magnum, une carte au 1/216 000 de tout le littoral du Japon, est resté inachevé à sa mort en 1818, mais a été terminé par son équipe de géomètres en 1821. Un atlas rassemblant tous ses travaux d'enquête, intitulé Dai Nihon enkai yochi zenzu (ja) (大日本沿海輿地全図, « Cartes des régions côtières du Japon »), a été publié cette même année. Il montrait l'ensemble du pays sur huit pages au 1/216 000, les zones côtières sur 214 pages au 1/36 000, et trois pages de détail au 1/432 000. Le Tadataka-zu (Les cartes de Tadataka), dont beaucoup sont précises à 1/1000 de degré, sont restées les cartes définitives du Japon pendant presque un siècle, et des cartes basées sur son travail ont été en usage jusqu'en 1924.
Si l'on assemble les 214 pages de la carte au 1/36 000, elle mesure 47 mètres de long et 45 mètres de large.

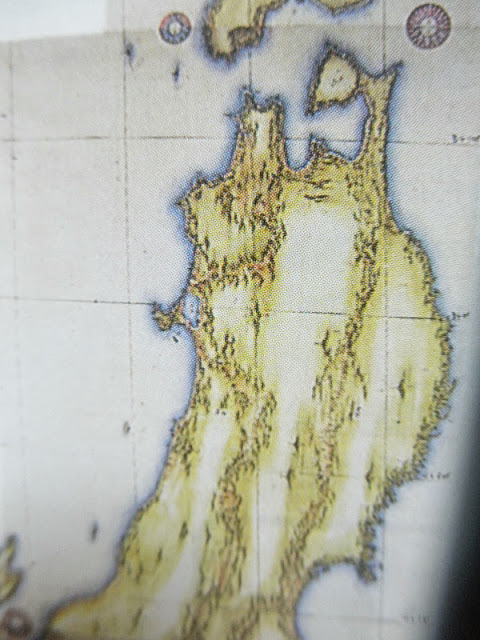
Carte de la Région de Tōhoku de 1821.
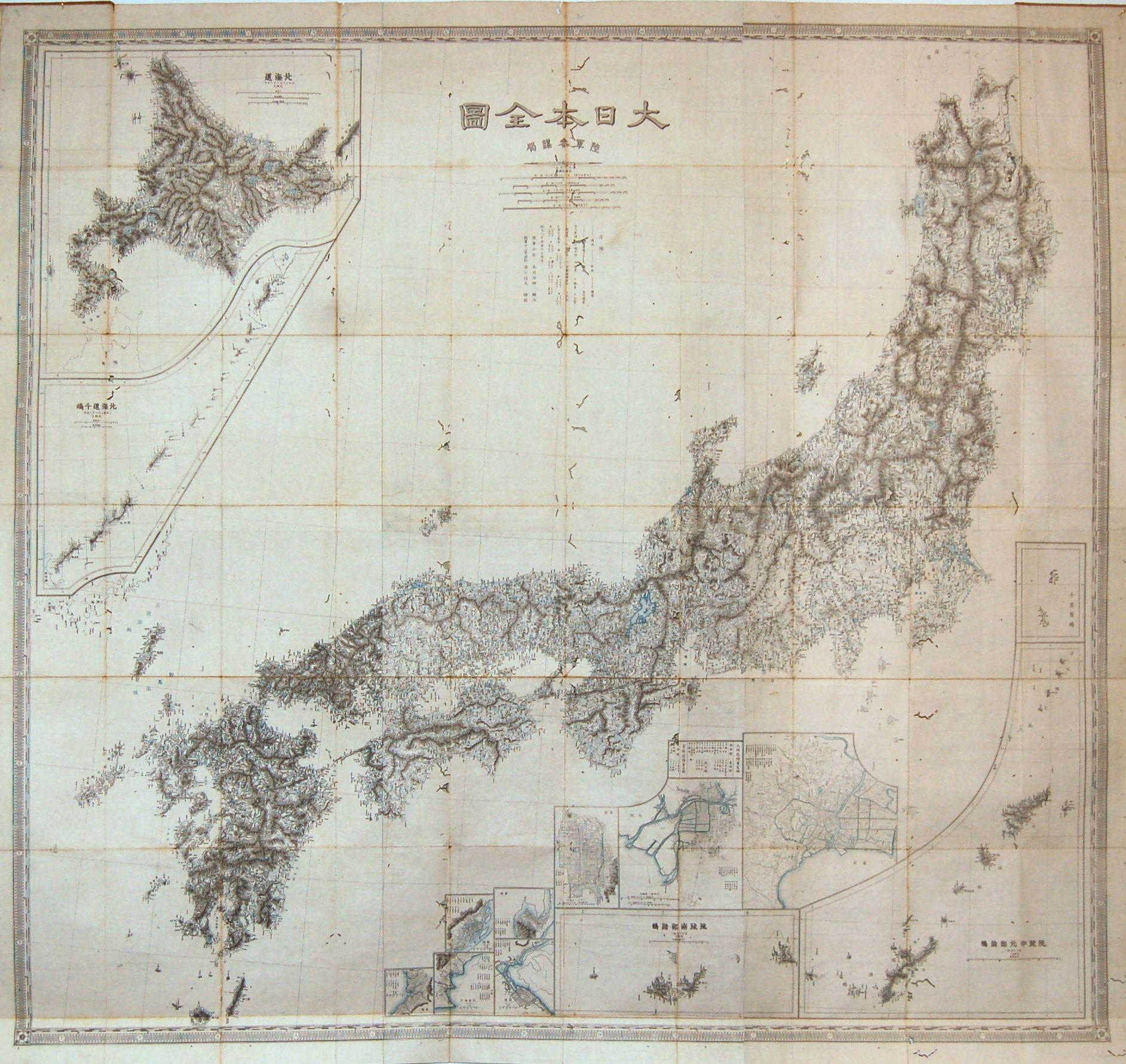
Carte du Japon de 1878 réalisée à partir du travail d'Inō Tadataka.

En plus de ses cartes, Tadataka a produit plusieurs travaux savants sur l'arpentage et les mathématiques, y compris le Chikyu sokuenjutsu mondo et le Kyukatsu en hassenho.

## Commémoration

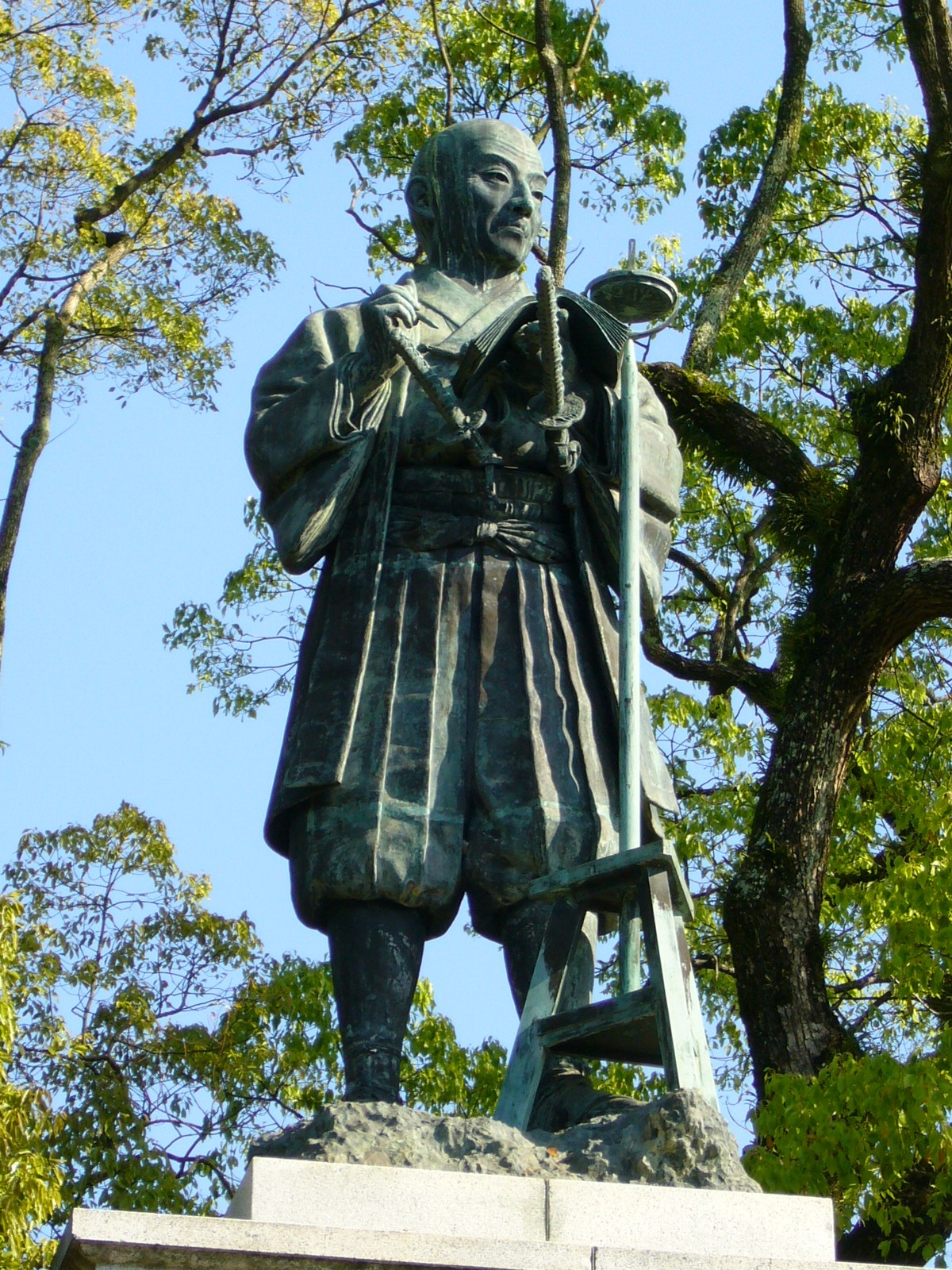
Statue d'Inō Tadataka.
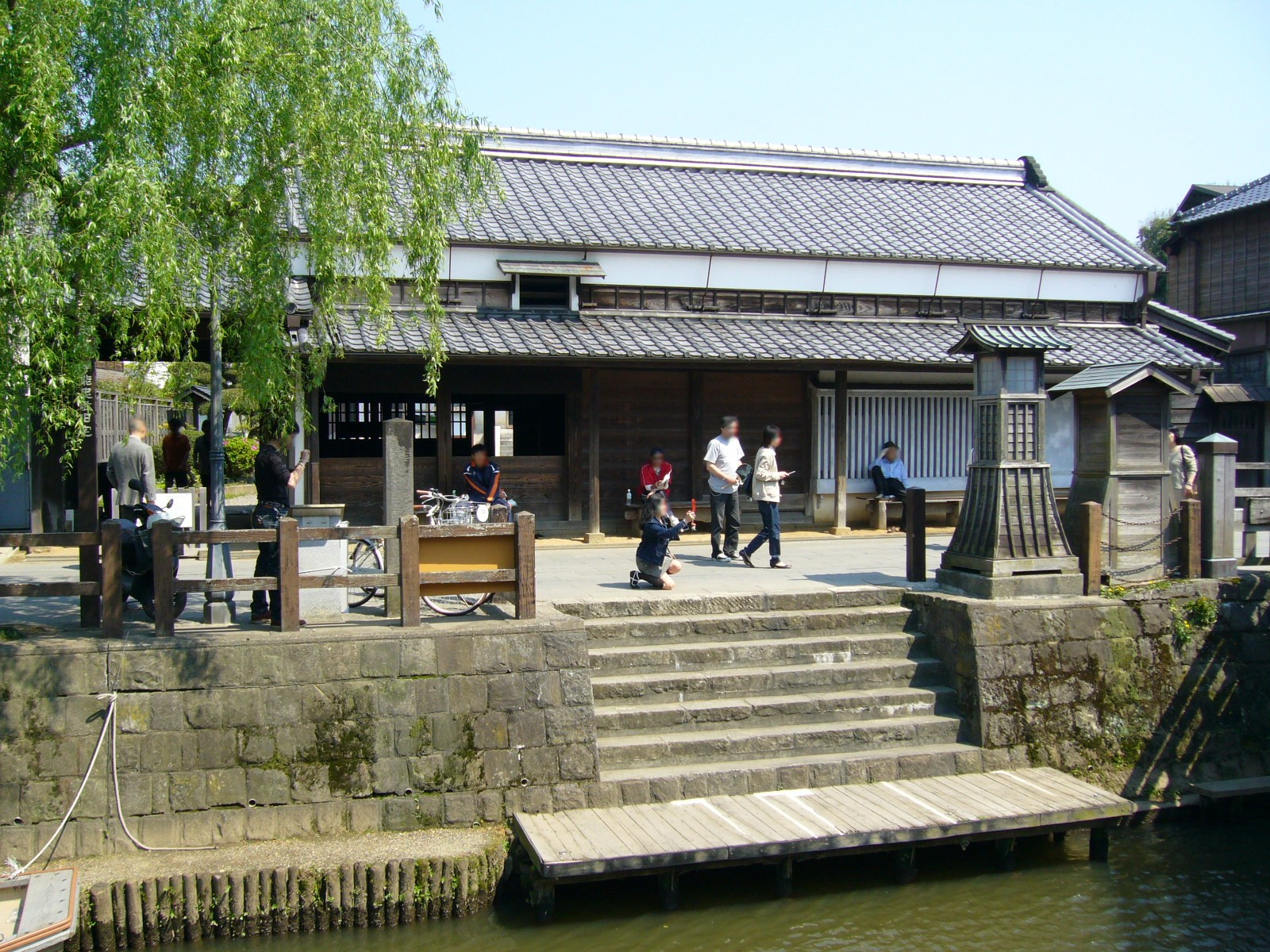
Maison d'Inō Tadataka.
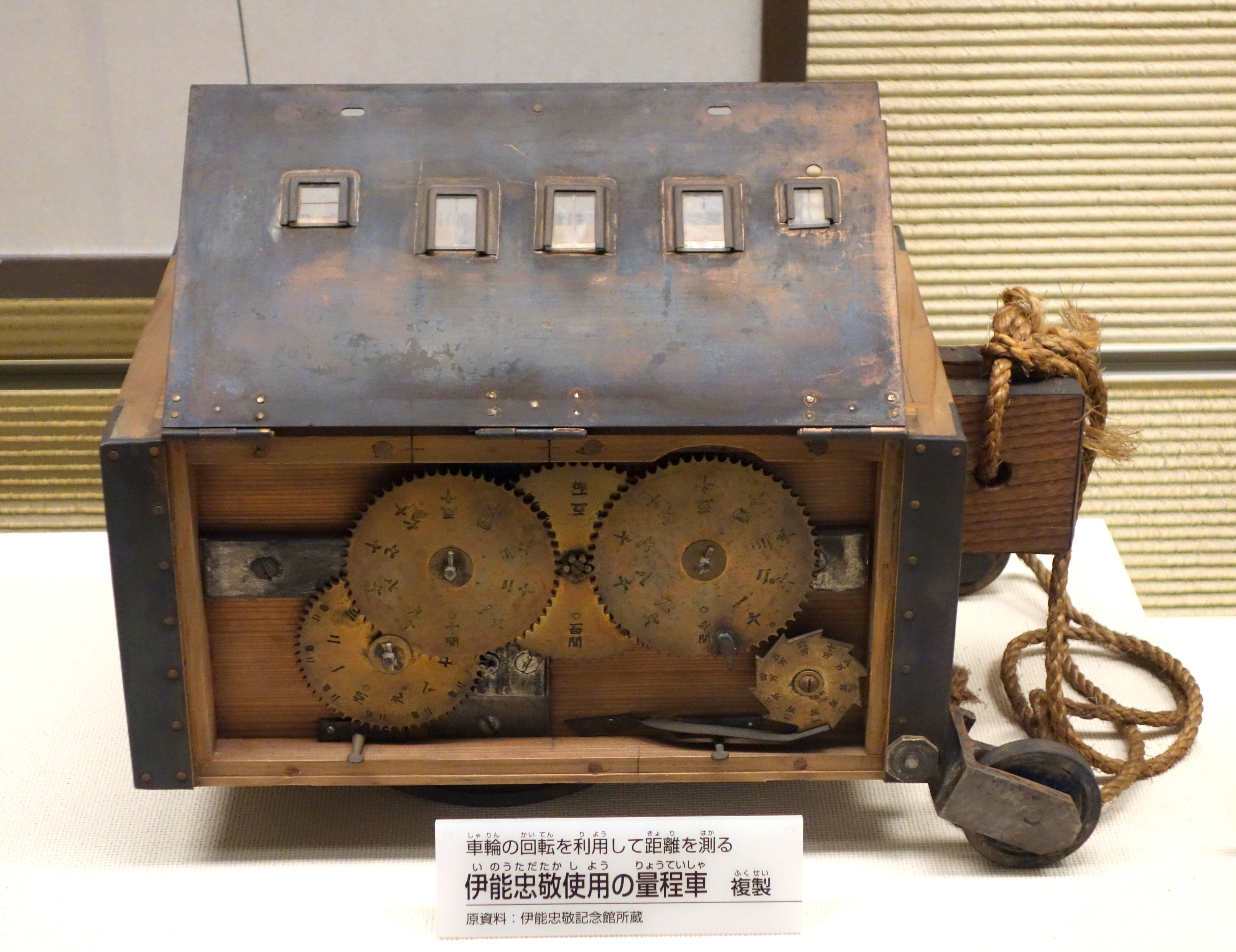
Odomètre d'Inō Tadataka exposé au musée national de la nature et des sciences de Tokyo.

Tadataka est l'un des architectes les plus célèbres du Japon moderne. Un musée, consacré à sa mémoire, a été ouvert dans son ancienne maison à Sawara ; en 1996 celle-ci a été désignée lieu historique national. En novembre 1995, le gouvernement japonais a publié un timbre-poste commémoratif de 80 yens, montrant le portrait de Tadataka et une section de sa carte d'Edo. Jirō Taniguchi s'inspire de lui pour son manga Furari (2011).
La plupart des copies complètes de l'atlas ont été perdues ou détruites (souvent par le feu), bien qu'une copie de la carte complète à grande échelle a été découverte dans la collection de la Bibliothèque du Congrès des États-Unis en 2001.